# Dutch Antilles Express
Dutch Antilles Express was een particuliere luchtvaartmaatschappij gevestigd op Curaçao. De IATA-code was 9H.
De luchtvaartmaatschappij was opgericht in 2005 na een fusie van Bonaire Express en Curacao Express. De thuisbasis van Dutch Antilles Express is Hato Airport. Er werd gevlogen op tien bestemmingen in Amerika. Er werd gevlogen met een ATR-42, drie McDonnell Douglas MD-83's en drie Fokker 100's. DAE had in 2013 zo'n 300 werknemers.
Op 27 augustus 2013 werd DAE failliet verklaard.  Het Antilliaans dagblad meldde dat DAE niet langer een krediet wist los te krijgen bij de overheid. Ook wilde de DAE dat de Curaçaose regering samen met Nederland pogingen in het werk zou stellen om het vliegverbod van de maatschappij in Venezuela ongedaan te krijgen. Doordat DAE niet meer naar Venezuela mocht vliegen en steun van de overheid uitbleef, ging het bedrijf uiteindelijk failliet.